# Округ Пало Пинто (Тексас)
Округ Пало Пинто (енгл. Palo Pinto County) је округ у америчкој савезној држави Тексас. По попису из 2010. године број становника је 28.111.

## Демографија
Према попису становништва из 2010. у округу је живело 28.111 становника, што је 1.085 (4,0%) становника више него 2000. године.
| Група             | 2000.          | 2010.          |
| Белци             | 22.163 (82,0%) | 21.958 (78,1%) |
| Афроамериканци    | 626 (2,3%)     | 621 (2,2%)     |
| Азијати           | 142 (0,5%)     | 134 (0,5%)     |
| Хиспаноамериканци | 3.667 (13,6%)  | 4.985 (17,7%)  |
| Укупно            | 27.026         | 28.111         |